# Brzezinki (Grójec)
Pour les articles homonymes, voir Brzezinki.
Brzezinki (prononciation : [bʐɛˈʑinki]) est un village polonais de la gmina de Warka dans le powiat de Grójec de la voïvodie de Mazovie dans le centre-est de la Pologne.
Il se situe à environ 9 kilomètres à l'ouest de Warka (siège de la gmina), 18 km au nord-est de Grójec (siège du powiat) et à 49 km au sud de Varsovie (capitale de la Pologne).

## Histoire
De 1975 à 1998, le village appartenait administrativement à la voïvodie de Radom.